# いば6
『いば6』（いばろく）は、NHK水戸放送局で2018年4月2日から放送されている茨城県域の『NHKニュース』のローカルニュース番組である。
2015年3月30日から2018年3月30日までは『茨城ニュース いば6』（いばらきニュース いばろく）として放送された。別番組扱いであるが、いずれも本記事で記述する。

## 概要
前身の『茨城ニュース いば6』は、これまでの『ニュースワイド茨城』の放送枠を受け継ぎ、新しい茨城県域のローカルニュース番組として再出発したもので、この番組は、茨城県民が「知りたいニュースや話題」を取材し、その取材内容を「正確・迅速に、多角的」に伝えるニュース番組として開始した。キャスターは前番組からほぼ続投し、気象予報士のみ交代した。また、ほどなくスポーツ担当が交代した。
2016年度のキャッチフレーズは「茨城の今を 深く! 広く! あしたに元気を届けます!」。出演者はキャスター2人が交代した。また、関東東北豪雨から1年となる2016年9月10日は、大きな被害のあった常総市から生中継した。12月には年末スペシャルを2時間の拡大版で放送した。一方、大型連休の谷間や年末最終週の放送を休止するようになった。
2017年度のキャッチフレーズは、「茨城の今を 深く! 広く! 届けます!」。出演者は水戸局に復帰した森花子がメインキャスターに就任し、キャスターとあわせてメインが女性のみとなった。キャスターをもう1人、ニュースリーダーとして配置し、オープニングを3人の全身立ち姿から始めるなどの試みがあった。同時にオープニングテーマが変更された。また、前期には県内を舞台の1つとした連続テレビ小説『ひよっこ』の放送もあり、番組内でも付随したコーナーを多く放送した。終了した後期には、新しい不定期コーナーも始まった。
2018年度の『いば6』は「もっと早く、もっと身近に、もっと深く」をキャッチフレーズに、曜日ごとのコーナーを一新した。ロゴやスタジオもリニューアルした。前年から変更したオープニングテーマもアレンジを変更したほか、幕間のBGMをほぼ一新した。キャスターの交代はなく、前年度から全員が続投した。この年から、お盆の週の放送を休止するようになった。
2019年度は、メインの髙橋康輔とスポーツ担当の向井一弘が復帰し、昼前番組を担当していた金田優香がキャスターとなった。キャッチフレーズは前年度から変わらず、番組の形態にも大きな変更はないが、金曜日にゲストを招いて放送するようになった。9月の国民体育大会国体・障害者スポーツ大会に向けて番組内のコーナーで競技や選手を紹介し、大会期間中は開催会場の様子や競技結果を伝えた。また、10月に令和元年東日本台風（台風19号）により甚大な被害が発生し、重点的に被害の概況や復旧状況・再建の課題、被災者の声などを取り上げた。
2020年度のキャッチフレーズは「あなたの知りたいに応えたい」。出演者は三島早織が新たにキャスターに就任した。オープニング・エンディングのテーマ曲を一新した（ロゴ自体は変わっていないが出現形態が変更された。幕間のブリッジではリボン状に出て退く演出が継続している）。後期には2021年の大河ドラマ『青天を衝け』で水戸徳川家が登場することから関連するコーナーが始まった。
2021年度のキャッチフレーズは「茨城のいま、あなたのもとへ」。出演者は太田晶子が新キャスター、福嶋アダムが気象キャスターに就任した。一方で、向井がいばスポ担当から外れた。秋にはBS時代劇『剣樹抄～光圀公と俺～』の放送にともない、出演者インタビューなどを放送した。
2022年度のキャッチフレーズは「まいにち いばらき」。出演者は保里小百合が新しいメインキャスターに就任した。オープニングテーマ曲や幕間の音楽を一新した。水戸局開局80周年に合わせた企画などを実施した。
水戸放送局1階のわいわいスタジオから放送しているが、国政選挙や全県レベルの選挙（県知事選・県議選・統一地方選挙後半戦）が行われる場合は告示・公示日から仮セットで放送する。なお、2019年度以前は告示・公示となる週の頭から仮セットになっており、以前の番組のセットを活用していた。2020年度は該当する選挙がなく、2021年度は仮セットも一新した。
2022年10月3日放送分から放送常時同時配信・見逃し番組配信サービス「NHKプラス」で本番組の見逃し配信を開始した。
2024年3月22日、2年間キャスターを務めた保里が東京アナウンス室に異動のため降板。同年4月1日からは福島放送局から異動した須藤健吾（水曜日を除く平日担当と森花子（水曜日担当）がキャスターを務める。

## 放送時間
平日 18:10 - 19:00（原則として祝日、大型連休の谷間、お盆、年末年始、夏季・冬季のオリンピック期間中などは除く）
- 放送開始当初から土曜・日曜は放送されないほか、祝日・年末年始（12月28日までと1月4日以降）と重なる平日、春の大型連休の谷間・お盆、特設ニュースの時間拡大、大相撲中継やサッカー、NHKがジャパンコンソーシアムからオフィシャルブロードキャスターとして放送権を有するオリンピック、FIFAワールドカップなどのスポーツイベントの中継編成により放送開始時刻の繰り下げや放送休止の場合がある。
  - 本番組の放送がない土曜・日曜および祝日は、18:45 - 18:53（年末年始は18:50 - 19:00）に東京の本部・放送センターから土曜・日曜・祝日・お盆のみ『ニュース645（関東・山梨）』または『首都圏ニュース645』、年末年始のみ『ニュース650』として関東地方（1都6県向け）と山梨県のニュース、土曜・日曜・祝日・お盆のみ前述のニュースに続いて18:53 - 19:00に関東地方（1都6県向け）の気象情報（冒頭2分は全国の気象情報）、「NHKからのお知らせ」をそれぞれ放送したあと、1分間の番組予告を挟んで『NHKニュース7』に接続している[6]。
- 2024年3月29日までは18:00 - 18:10は東京から『首都圏ネットワーク』を部分ネット[7][8]。2024年度から同番組の放送開始が2021年度以前の時間帯（18:10 - 19:00）へ戻ることにともない、2024年3月29日をもって同番組の放送を打ち切った[9]。なお、打ち切り後も東京スカイツリーからの関東広域放送が受信出来る場合（主に県南・県西地域）や放送常時同時配信・見逃し配信サービス「NHKプラス」を利用出来る場合は同年度以降も同番組を実質フルネットで視聴することが可能である。
- 2019年9月27日まで、18:52 - 18:54は東京から全国の気象情報を放送していたが、2019年9月30日から全国の気象情報も含め全編水戸から放送するようになった[10]。
  - 2018年9月14日まではEPG上は18時52分までとなっており、以降の気象情報内に茨城県内の気象情報も内包していたが、9月18日からこの区切りがなくなった（18時52分から東京より全国の気象情報を放送する編成自体に変更はなかった）。なお、これ以前から内容により19時までの全編を水戸から放送することもあり、その場合は全国の気象情報も水戸から放送していた。
  - 2017年度以前は番宣・お知らせなどのために18:59で終了する場合もあった。ただ、2018年度まで『ニュース7』は実際には18:59.55から開始していたため、終了は通常放送の場合もそれぞれ5秒早かった（5秒早発の扱いは2018年度で終了）。
  - 大相撲期間中、大相撲中継が延長した場合は前枠で放送される18時の全国ニュースが繰り下げ放送となるために、番組の開始が数分遅れることがある。
  - 2020年7月8日は、『茨城Jリーグアワー』放送のため18:58までの放送となった。また、19:00からマルチ編成での放送を行う場合にEPG上の放送時間が18:59までとなったことがある（前述の5秒早発の影響。実際は当時の定刻の18:59.55まで放送した）。
- 2016年・2017年度の年内最終放送（概ね年内最終週の前の週の最終放送日）は年末スペシャルとして放送。2016年は16時50分からの拡大版だった（18時00分 - 18時10分は『ニュース シブ5時』の最新ニュースコーナーをネットしたため一時中断）。
- 2016年度から、年内最終放送後（12月28日まで）、2018年度からお盆を含む週が、平日でも休止するようになった。2016 - 18年度は大型連休の谷間（4月30日・5月1日・2日など）も同様に休止していた[11]。また、夏季・冬季のオリンピック期間中（2016年8月、2018年2月。ただし2022年2月は休止せず通常通り放送した）も休止となる。2019年は1月4日も休止となった（この日はNHK全局で定時ニュースや『ニュース7』、『連続テレビ小説』以外のレギュラー番組がほぼ休止だった）。これらの場合、18時45分から県内のニュース・気象情報を放送する。また、こうした対応を取る日は20時45分 - 21時00分の『茨城ニュース845』も原則として放送休止となり、こちらについては代替として東京発の『首都圏ニュース845』を原則として臨時ネットで放送する。このため、年間の放送は48週ほどとなっていた。
18時10分 - 45分は、大型連休の谷間・12月最終週は『茨城スペシャル』の新規番組や再放送、8月はドキュメンタリーの再放送。五輪期間中は東京から競技中継や関連番組をネット受けする。2021年12月27日・28日は『首都圏ネットワーク』を18:45まで臨時部分ネットした。
- 2020年度は、新型コロナウイルスの緊急事態宣言発出による特別編成にともない、2020年4月13日から6月5日まで20分繰り下げ・短縮（18:30 - 19:00）となった。18:10 - 18:30は臨時に東京から『首都圏ネットワーク』を部分ネットした[12]。なお、首相記者会見を放送した4月17日[13]・5月14日・25日は『首都圏ネットワーク』を放送せず、18:45からいば6のみを放送した。
こうした記者会見中継にともなう放送時間短縮に対応するため、2020年度は17時台に繰り上げて放送した事例があった。2020年度は4月17日（17:30 - ）、12月25日（17:20 - ）、2021年1月7日（17:40 - ）[14]に放送があった[15]。17時台では、同日の18時台で放送する予定のコーナーなどを放送した。なお、2021年度は首相記者会見が19時からに設定されることが多かったため、休止・短縮となることは少なかった（それ以外の会見等で短縮となったケースはある）。
- 2022年6月22日は同日に公示された第26回参議院議員通常選挙にともなう特別編成のため、10分繰り上げ・拡大（18:00 - 19:00）となり、『首都圏ネットワーク』の部分ネットは返上となった[16]。

なお当日の放送の内容についての新聞番組表の扱いとしては、多くの新聞（全国紙・ブロック紙）では「（6:）00 首都圏ネットワーク（茨城は6:10 いば6）」（または「（6:）00 首都圏ネットワーク（茨城別）」）と書かれる場合が多い。地元の地方紙「茨城新聞」ではフルサイズで載せている東京基準のものとは別で、茨城県向けの番組表が小さめに出ており、そこに「いば6」の当日の生放送の内容が掲載されている。

### 東京オリンピック・パラリンピック期間の対応
2021年7月12日 - 9月3日は、東京オリンピック・パラリンピック競技大会や関連番組のため休止となった。
- 7月12日 - 21日は18:10 - 18:45に東京発の東京オリンピック関連情報番組『COUNTDOWN TOKYO』を放送したため、18:45 - 19:00に代替の県内ニュース・気象情報を放送した。
- 7月26日 - 8月6日は東京オリンピック放送のため、18:50 - 19:00に代替の県内ニュース・気象情報を放送し、期間中は18:10 - 18:30（一部18:50まで）に『首都圏ネットワーク』を臨時ネットした[17][18]。ただし、7月26日・27日は台風接近、28日は新型コロナウイルスの感染急拡大にともない18:10 - 18:30に県域ニュースを放送した。27日・28日は『首都圏ネットワーク』が関東地方南部1都3県では18:10から19:00まで通しで放送されたため、18:10 - 18:50は同番組を通しでネットした。また、8月5日は、まん延防止等重点措置の適用決定にともない、首都圏ネットワーク放送中の18:31頃から県域ニュースを放送した。
- 8月10日 - 9月3日はパラリンピックの関連情報番組や競技中継のため、18:45 - 19:00に県内ニュース・気象情報を放送し、18:10 - 18:30（一部18:45、49分頃まで）は『首都圏ネットワーク』をネットした。ただし、緊急事態宣言の適用決定の8月17日は『首都圏ネットワーク』の拡大・首相発言の中継のため18:49頃からの放送、適用初日の8月20日は18:10 - 18:30の『首都圏ネットワーク』をネットせず県域ニュースを放送した。

2022年2月3日、7日 - 18日の北京冬季五輪期間中は、祝日編成となった11日を除き休止せずに放送した。18:10 - 45は競技中継とのマルチ編成、18:45 - 19:00は単独での放送となり、切り替わりのタイミングで今日の項目を放送した。

## 出演者
アナウンサー
- 須藤健吾（NHK水戸放送局アナウンサー、隔週担当、2024年4月1日 - ）
- 小掛雄太（同上、隔週担当、2025年4月7日 - ）

キャスター（隔週）
- 蓑輪史織（NHK水戸放送局契約キャスター、2023年4月 - ）
- 増井冴香（同上、2024年4月8日 - ）

気象キャスター
- 中原一徹（気象予報士、2024年4月1日 - ）

※ アナウンサー・キャスターの両者が番組の「メインキャスター」という位置づけであるが、以下では基本的に役職で記述する。

### これまでの出演者
現在を含め、出演者と期間は以下の通り。
| 期間                   | 期間                   | アナウンサー      | アナウンサー      | キャスター | キャスター | いばスポ | 気象予報士 |
| 期間                   | 期間                   | 月・火、木・金    | 水                | キャスター | キャスター | いばスポ | 気象予報士 |
| ---------------------- | ---------------------- | ----------------- | ----------------- | ---------- | ---------- | -------- | ---------- |
| （ニュースワイド茨城） | （ニュースワイド茨城） | 髙橋康輔          | 髙橋康輔          | 杉尾美幸   | 高橋温美   | 河村太朗 |            |
| 2015年3月30日          | 2015年6月              | 髙橋康輔          | 髙橋康輔          | 杉尾美幸   | 高橋温美   | 河村太朗 | 向笠康二郎 |
| 2015年7月              | 2016年4月1日           | 髙橋康輔          | 髙橋康輔          | 杉尾美幸   | 高橋温美   | 杉岡英樹 | 向笠康二郎 |
| 2016年4月4日           | 2017年3月31日          | 髙橋康輔          | 髙橋康輔          | 奥貫仁美   | 齊藤済美   | 杉岡英樹 | 向笠康二郎 |
| 2017年4月3日           | 2018年12月7日          | 森花子            | 森花子            | 奥貫仁美   | 齊藤済美   | 杉岡英樹 | 向笠康二郎 |
| 2018年12月10日         | 2019年3月29日          | 大野済也          | 大野済也          | 奥貫仁美   | 齊藤済美   | 杉岡英樹 | 向笠康二郎 |
| 2019年4月1日           | 2020年3月27日          | 髙橋康輔          | 髙橋康輔          | 奥貫仁美   | 金田優香   | 向井一弘 | 向笠康二郎 |
| 2020年3月30日          | 2020年12月25日         | 髙橋康輔          | 髙橋康輔          | 三島早織   | 金田優香   | 向井一弘 | 向笠康二郎 |
| 2021年1月4日           | 2021年3月26日          | 髙橋康輔          | 髙橋康輔          | 三島早織   | （不在）   | 向井一弘 | 向笠康二郎 |
| 2021年3月29日          | 2022年4月1日           | 髙橋康輔          | 髙橋康輔          | 三島早織   | 太田晶子   | （なし） | 福嶋アダム |
| 2022年4月4日           | 2023年3月31日          | 保里小百合        | 保里小百合        | 三島早織   | 太田晶子   | （なし） | 福嶋アダム |
| 2023年4月3日           | 2024年3月29日          | 保里小百合        | 保里小百合        | 三島早織   | 蓑輪史織   | （なし） | 福嶋アダム |
| 2024年4月1日           | 2025年3月28日          | 須藤健吾          | 森花子            | 増井冴香   | 蓑輪史織   | （なし） | 中原一徹   |
| 2025年3月31日          | 現在                   | 須藤健吾 小掛雄太 | 須藤健吾 小掛雄太 | 増井冴香   | 蓑輪史織   | 西野侑里 | 中原一徹   |

#### 月イチレギュラー
- 岡部麟（初回出演：2019年4月19日、タレント・AKB48チーム8 茨城県代表[注釈 18]） - 金曜日・月イチレギュラー[注釈 19][24]

備考
- アナウンサーと「いばスポ」担当はNHK水戸放送局アナウンサー。キャスターはNHK水戸放送局契約キャスター。肩書きはいずれも出演当時。
- 「（ニュースワイド茨城）」の行にかかっている出演者は、前番組からの継続出演。
- キャスターは、いずれも週交代[25]。ただし、都合により連続2週ずつで担当したり、1週間の半分ずつを担当することもある。
- 「いばスポ」は、2021年度から2024年度までは担当キャスターを置かず、メインキャスター2人で進行していた。
- 2017年度はニュースリーダーを配置し、冒頭とおたよりコーナーおよび気象情報後に顔出し出演していた。担当者は、月曜日 - 水曜日は奥貫か齊藤（キャスター担当でない方）、木曜日・金曜日は『いばっチャオ!』の当該週のMC担当者（金田[注釈 20]、久保田明菜[注釈 21]、高津諒子[注釈 22]、原未沙[注釈 23]が週交代）。ただし、仮セットを使用する場合はアナウンサーとキャスターの2人のみとなり、ニュースリーダーは置かなかった。
- 2019年度からは、金曜日にゲストを招き、ニュースや各コーナーで内容に関係する話を交えながら進行する[注釈 24]（2018年度以前や2019年度の他の日でも、コーナー出演のゲストがそのまま他のニュースやコーナーにも継続して出演することがあった）。2021年度も、ゲストを招く頻度は減少したものの継続している。2022年度はゲストがある場合でも曜日は不定となっている。
ゲスト：磯山さやか（タレント）、ねば～る君（自称・納豆の妖精。マスコットキャラクター）、カミナリ（お笑いコンビ）、安達勇人（声優・俳優・アーティスト）、堀義人（水戸ど真ん中再生プロジェクト座長、茨城ロボッツオーナー）、根矢涼香（俳優）、鈴木奈々（タレント）、磯山純（シンガーソングライター）、沼田邦郎（フットボールクラブ水戸ホーリーホック代表取締役）、萩野谷幸三（俳優）、オスペンギン（お笑いコンビ）、赤プル（お笑い芸人、防災士）、ジェームス英樹（茨城ローカルタレント）、TOSHI-LOW（ミュージシャン）、高橋晶（筑波大学准教授）、七海ひろき（元宝塚、俳優・アーティスト）、吉川友（歌手・女優）、山田将司（ミュージシャン）、遠藤仁平（ミュージシャン）、goomeiy（ミュージシャン）[注釈 25]、すいたんすいこう（お笑いコンビ）[注釈 26]、川又明日香（バイオリニスト）、加羽沢美濃（作曲家、ピアニスト）、ベップヨシヒデ（ミュージシャン）、鈴華ゆう子（ミュージシャン、詩吟師範）、羽賀翔一（漫画家）
※ 肩書きなどは出演当時のもの

### 不在時の担当者
アナウンサー
2023年度は、主に浅井遼馬と小松宏司が担当した。
2022年度は、5月6日、8月1 - 5日、8 - 10日、9月26・27日、11月24日は高橋康輔が担当した。
2021年度は2022年1月24日 - 28日の1週間を向井と中村慶子（当時、NHK水戸放送局アナウンサー）の2人体制で放送した。2020年度は、8月の1週間を森が、10月の2週間を向井と森が担当した。2019年度は、8月の1週間を中村、10月の1回を向井が担当した。2017・2018年度は基本的に大野が担当した。ただし、2017年8月の1週間（4回）は杉岡が担当した。それ以前には金子哲也（在籍当時、水戸放送局アナウンサー。後にアナウンス担当副部長）が担当していた。
キャスター
他の番組への出演や取材で出張などの場合はもう一方が担当する。2018年度は齊藤が出演しなかった期間が約2ヶ月あり、その間は奥貫のみで担当していた。
金田が降板した2020年度中の残り期間は三島が一人で担当した（下記の3回を除く）。
どちらも出演できない時はアナウンサーが代わっており、2018年11月9日に大野、2021年1月22日・3月19日、10月14日・15日に中村が担当した。ただし、2021年3月18日は代理を置かず、髙橋康輔1人のみで、2022年1月24日 - 28日は前述の通り向井と中村のアナウンサー2人での出演となっていた（中村がキャスター側の席から、キャスターの役回りを担当した）。2022年7月20・21日、12月14日は高橋康輔、7月22・25日は和田哲（NHK水戸放送局アナウンサー）が担当した。
いばスポ（2020年度まで）
2017年6月以降は広瀬靖浩（当時、NHK水戸放送局アナウンサー）が担当した。それ以前は金子、杉尾が担当していた。扱うニュースが少ない場合や代行者も含めて不在の場合はスタジオのアナウンサー・キャスターが伝えるのみとなる。杉岡・向井がメイン代行を務めた際は、そのままキャスター（奥貫、三島）と2人で伝えた。
気象予報士
2015年・2017年の1週間ずつは水越祐一（NPO法人気象キャスターネットワーク会員）が、2021年9月27日・28日の2日間と、2022年1月24日 - 28日、31日の6日間は吉田晴香（オフィス気象キャスター所属、元NHK仙台放送局キャスター）が、2022年9月20日 - 22日の3日間と10月31日は村上公平（オフィス気象キャスター所属）が代わって出演した（2022年10月31日の村上を除き、正午前の気象情報も担当。2015・2017年の水越は『いばっチャオ!』、2022年1月28日の吉田は『金曜は!いばっチャオ』にも出演）。2016年と2018年 - 2020年は不在となる週は生じていない。
なお、『いばっチャオ!』→『金曜は!いばっチャオ』→『いばっちゃお』、『いば6』がない週に不在の場合は県内の昼ニュースを担当するアナウンサーが伝えているが、気象に関する特設ニュースを放送する際には、気象解説のための気象予報士が出演する場合があり、福嶋の不在時に台風が接近した2021年7月26日は向笠、27日は吉田が臨時に出演した（両者とも18時台のみ出演）。

## タイムテーブル
2022年度。曜日ごとのコーナーは、全国ニュース枠の拡大、他の放送内容により時間・放送日が前後する場合がある。コーナーの時間についても目安。『ニュースワイド茨城』時代から続く「いばスポ」「ビデオレター」以外の各曜日コーナーは、2018年度新設。
- 18:10 - ：オープニング、今日の主な放送内容の紹介
  - 『首都圏ネットワーク』からステブレレスで接続[26]。中継がある時は中継先から始まる場合がある。
- 18:11頃 - ：ニュース・特集など
- 18:30前後 - ：お天気メモ - 気象に関するマメ知識や概況・傾向[注釈 39][注釈 40]。基本的にキャスターとの掛け合いで進行するが、2018年度はアナウンサーも加えて進行していた。2021年度からは、外からの中継「アダムのお天気中継」（月1回程度）[注釈 41]、視聴者の疑問・質問に答えるコーナー「おしえてアダム」（不定期）、リポートを放送する拡大版として放送することがある。
- 18:30頃 - ：曜日ごとのコーナー
  - 月曜日：いばスポ - 県内のスポーツチームの試合結果[27]や県内出身のスポーツ選手などの動向など[28]。2016年度以前は火曜日に、担当キャスターのみで放送、2017年度から月曜日になり、2020年度まではアナウンサーと担当キャスターで放送していた。
  - 水曜日・木曜日：いばらきeye - リポート。『おはよう日本 関東甲信越』の土曜すてき旅でのリポートも当コーナーで放送する。
  - 木曜日：ビデオレター - 視聴者から投稿された映像を紹介
- 18:40頃 - ：全国のニュース - 18:00 - 18:10に関東・近畿以外で放送されている裏送り全国送出の『NHKニュース』をネットしていないため、数項目伝えている。リード部分は当番組のアナウンサーかキャスターが読み上げ、本編は裏送り送出の18時の全国ニュースで放送されたVTRを全国ニュースの担当アナウンサーの声が入った状態でそのまま使用。
- 今日のニュース - 全国のニュースから続けて、冒頭で伝えた県内のニュース数項目を再度伝える。
- 18:48頃 - ：番組の案内、お知らせなど
- 18:50頃 - ：おたよりコーナー
- 18:52頃 - ：全国の気象情報[29]、（18:54頃から）茨城県内の気象情報
- 18:59頃 - ：クロージング（次回の放送予定、エンディングトーク）
- 19:00 ：番組終了、番組宣伝などを挟まずに『ニュース7』に接続

不定期コーナー
- きらり★いばらき人（びと） - 県内関係者のインタビューやリポート（2018年度から）。
- いばらきmichi知るべ - 県内の主要な国道などを巡り、周辺の魅力を探る（2017年度から）。
- イバチョー（茨城調査隊） - 身近な話題や疑問をタレントが調査する（2017年度から）[30]。
出演タレント：赤プル、オスペンギン、ねば～る君
- いばらきボイス - 街中で一般人にインタビューする。選挙の際に、期待する政策などを聞くコーナーとしても実施。2018年県議選では、特別版として選挙に関するタレント（岡部麟、ねば～る君）へのインタビューを放送した。
- 学校紹介 - 水戸放送局に見学に来た小学生による学校紹介[31]。現在休止中。
- データで見るいばらき - データを基にニュースを掘り下げる。2018年度に火曜日のコーナーとして始まり、2019年度までは半月ごとのNHKニュースサイトのアクセスランキングを放送していた。
- いばらき 深掘り!BUZZtter（バズッター） - 水戸放送局のTwitterの反響が大きかった投稿を紹介し、その中から1項目を深掘りする。2022年3月に開始、4月からコーナー名を設けて定例化した。
- 首都圏リポート
- IGAPPE CAFE（イガッペ・カフェ） - 文化・芸術などをカフェ風のカウンターから紹介する（2020年度から）。「IGAPPE」は「いいね」という意味合いの茨城の方言。紹介役のキャスターが看板娘として登場する。
- いばメシ! - 農業・漁業・畜産が盛んな茨城県の各市町村から食材を取り上げ、食べ方やレシピなどを紹介する（2020年度から）。火曜日放送の場合は食材に関する双方向クイズを実施する場合がある。
- キタカンeye - 北関東3県の魅力などを掘り下げるコーナー。水戸・宇都宮・前橋の北関東3局での共同制作番組『キタカン+』のリポート部分の再構成（2021年度から）。
- 水戸局NAVI - 水戸放送局の職員が番組や放送のPRやNHKからのお知らせなどを伝えるコーナー（2021年度から）
- おしえて 髙信先生 - 名字研究家髙信幸男と県内の珍しい名字の家を訪ね、そのルーツに迫るコーナー（2022年度から）。当初は向井が担当していたが、異動後は浅井僚馬（NHK水戸放送局アナウンサー）が担当している。

以下は、金曜昼前放送の『いばっちゃお』のコーナー。「みとつぶ」以外は本放送の翌週に放送（本放送がなくても本番組で放送する場合もある）。
- たずねちゃお - 事前にくじで引いた市町村を訪ねる。進行は過去の「おでかけしチャオ」「トコトコいばらき」とほぼ同様。
- いばらきコレクション、つながっちゃお - リモートインタビュー。県内のケーブルテレビ局やコミュニティFM局へのものが「いばらきコレクション」、農家など県内で活動する人へのものが「つながっちゃお」。いずれも、地域情報などを聞く。前番組『金曜は!いばっチャオ』で2022年1月頃から放送。放送内容は水戸局ウェブサイトにアップロードされる。このコーナーのみ、『いばっちゃお』のVTRの再放送。
- みとつぶ（みとのつぶやき） - 『いばっちゃお』放送日に放送。水戸局Twitterアカウントでその週に反響の大きかったつぶやきを紹介する。メインキャスターとの掛け合いがある場合もある。

このほか、双方向機能を利用したクイズやアンケートが実施されることがある。2019年1月から火曜日の双方向クイズが定例化した（緊急ニュース時や放送短縮期を除く）。
- 気象に関するクイズ（18時30分頃の気象情報→お天気メモ内）。
2017年11月に実施後、2018年9月以降月に1回程度実施。2019年1月以降は月に1 - 2回程度実施している（それ以外の週はニュースやコーナー内から出題）。2019年9月以前は「ムッキーのお天気なんだろな？」というポーズ付きの副題を用いていた（それ以前でもお天気メモ内で気象に関する双方向クイズを実施する場合でもコーナー名を使用しないことがあった。「ムッキー」は向笠の愛称）が、その後は単にコーナー内での双方向クイズとしか称さなくなった。福嶋に代わった2021年度以降も実施。
当初はアナウンサーと2人で進行していたが、2018年12月以降はキャスターも加えた3人での進行となった。2019年度以降は「お天気メモ」と同様にキャスターと2人で進行している。
- 2017年 年末スペシャル - 4つのリポートのうち、得票の多かった2つを番組内で放送（放送されなかったうちの1つは後日『茨城ニュース845』で放送した）。

2017年11月には北関東3県の合同企画として「北関東の逆襲」を3回にわたって放送した（当番組の時間帯に関東の他都県で放送の『首都圏ネットワーク』でも放送）。2019年1月には同じく両番組で第2弾「北関東の逆襲 ザ・ワールド」を放送した。
2020年12月1日・2日にはNHK宇都宮放送局との合同企画で、両局を結んでの中継リポートを放送した。

### 過去のコーナー
- みんなでいばらナイト（2015年度）→月に一度はいばらナイト（2016年度） - 県内の市町村からの中継リポート。2015年度はほぼ丸1年かけて全市町村からの中継を実施。2016年度は月に1回程度の放送となり、大まかな地域から選んで同様の中継リポートを放送した。
- チャオプラス（2015 - 2017年度） - 『いばっチャオ!』のコーナー再放送。2016年度までは月曜日、2017年度は火曜日に放送。2018年度の「しらべチャオ」と異なり、『いばっチャオ!』での映像を全編そのまま放送した。
- いばらキーマン（2015年度） - 県内関係者のインタビュー。2015年度を最後にコーナーとして放送されていなかったが、2018年度に「きらり★いばらき人」として実質的に復活した。
- しらべチャオ（2018年度） - 『いばっチャオ!』のコーナー再放送。「いばカル」のリポートやいきもの図鑑が主。
進行部分まで含めて映像を全編使用する場合を除き、基本的に担当したリポーターが出演し、「おでかけしチャオ」と同様のスタイルで進行する。『いばっチャオ!』のキャスターが担当するが、NHKニュースおはよう日本・関東甲信越の「土曜すてき旅」の内容の場合は、本番組キャスターがリポートを担当することもある[32]。また、2018年12月にいばらき夢ガイドの女性が単独で担当した。
2019年度以降も同様に、『金曜は!いばっチャオ』や「土曜すてき旅」のリポートを取り扱うが、コーナー名は使用していない。
- レンコン向上委員会 - レンコンの魅力をコーナー（2021年度から）。委員長は安達勇人。
- 映像でつづるいばらき平成史 - NHKに残る映像から平成を振り返る特集。2019年1月から4月まで月に1回ずつ放送。このうち2月以降の3回で、過去の映像内から双方向クイズを実施した。
- トコトコいばらき（2018 - 2020年度） - 『金曜は!いばっチャオ』のリポート（2018年度以前同様、VTRにスタジオトークで進行）[33]。月に1回はいばらき夢ガイドを招いてお出かけ情報[34]を放送した（基本的に全編『金曜は!いばっチャオ』の再放送。ただし、金曜のゲストを加えての生放送となる場合があった）。他に、週末おでかけ情報。2021年度は『金曜は!いばっチャオ』が人物にフィーチャーしたリポートとなったため、お出かけ情報としての放送ではなくなり、リポートの再放送は空いた曜日に放送している。火曜日の場合は関連する双方向クイズを実施することもある。
2018年度は『いばっチャオ!』で放送した「おでかけしチャオ」（VTRのみを使用しスタジオトークで進行）、毎月最終金曜日は「茨城いいね発見ナビ」（再放送）、週末おでかけ情報。2017年度以前は本番組内でもそのままのコーナー名で放送。

## その他
- 番組ロゴの基本色は、『茨城ニュース いば6』では■オレンジ、『いば6』では■ピンクである。ニュースのテロップの装飾に用いる色もこれに準じており、他の県域ニュース番組などでも使用している。2022年2月頃から、ニュースのタイトル及びVTR中の左下に「NHK 茨城 NEWS」のロゴが入るようになった。
- 2018年9月まで、昼前の県域番組『いばっチャオ!』のラストで本番組の告知をアナウンサー（髙橋康輔→森）かキャスター（高橋温美・杉尾→奥貫・齊藤[35]）の1人が出演して行っていた。この際、イラストを交えたフリップを制作していた。なお、2018年10月から番組終了まではテロップ表示とし番組MCが紹介する形式になった。